# منتخب ناميبيا تحت 17 سنة لكرة القدم
منتخب ناميبيا تحت 17 سنة لكرة القدم (بالإنجليزية: Namibia national under-17 football team)‏ هو ممثل ناميبيا الرسمي في المنافسات الدولية في كرة القدم في فئة كرة قدم تحت 17 سنة للرجال، يديريه اتحاد ناميبيا لكرة القدم.

## وصلات خارجية
- الموقع الرسمي